# Maiva
Eurema là một chi bướm ngày thuộc họ Lycaenidae.

## Hình ảnh

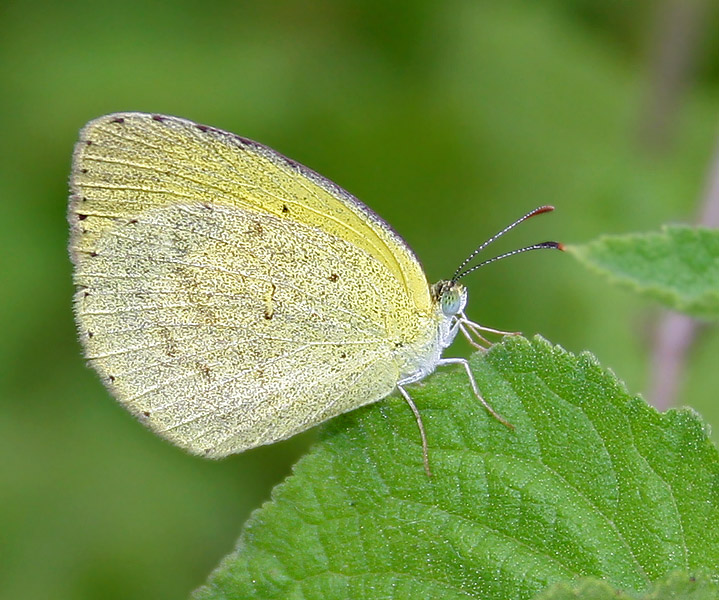
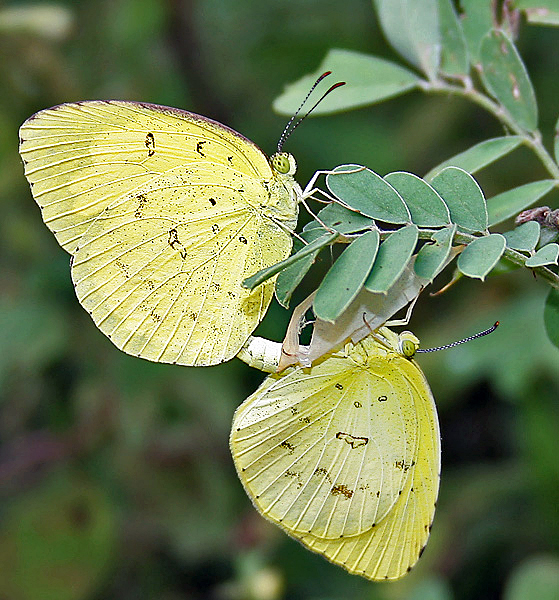
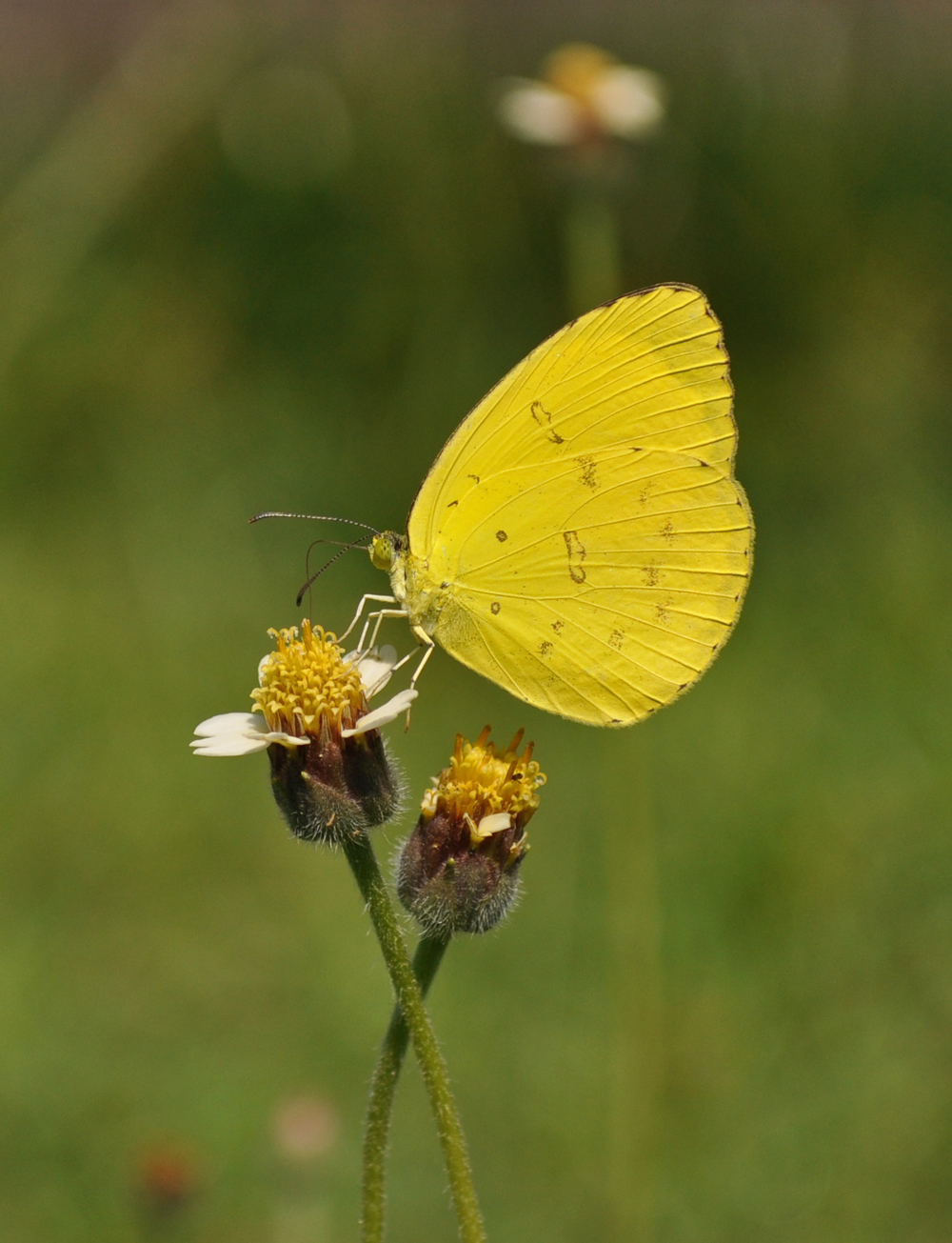